# Viviane Beaugin
Viviane Bonnay-Beaugin, née en 1945, est une joueuse de badminton française, licenciée au Havre Badminton Club (H.B.C.).
Elle détient le record du nombre de titres nationaux féminins remportés en simple.

## Palmarès

### Seniors
1 Tournoi international de l'UGAP (première série) en 1976 ;
Finaliste des Internationaux de France en 1972 en simple (battue par l'anglaise  M. Gardner) et en double mixte (avec Rode, face à une paire danoise) ;
Finaliste des Internationaux de France en 1976 en double dames (avec Assinder, face à une paire chinoise) ;
Demi-finaliste des Internationaux de Belgique en 1969 en double mixte (avec Christian Badou) ;
Championnats de France : 
- Simple (11 titres) : 1965, et 1968 à 1977 (et vice-championne en 1979, devenue entre-temps Me Bonnay) ;
- Double dames (11 titres) : 1967, 1968, 1969, 1970, 1972 à 1977, et 1984 (à 39 ans) ;
- Double mixte (12 titres) : 1965, et 1967 à 1977 (les 12 acquis avec Christian Badou) ;

(soit neuf triplés nationaux annuels, entre 1968 et 1977)
Championne de Normandie en simple : 1967 ;
Participation au tournoi "Plume d'Or" (équipes nationales) en 1972 et 1974.

### Vétérans
- Championne de France en simple : 2009 (vétérans V) ;
- Championne de France en double dames : 2009 (vétérans IV) (avec Michèle Bontemps) ;
- Championne de France en double mixte : 2009 (vétérans V) (avec Jean-Louis Gilbert).
- Vice-championne du monde en simple : 2010 ; 2017 (vétérans)
- Médaillée de Bronze au championnat d'Europe en simple : 2009 ; 2011 ; 2018